# Sarísa

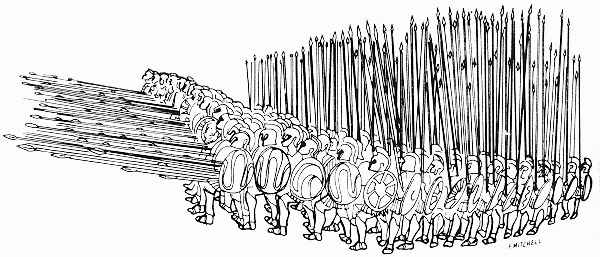
Makedonská falanga vyzbrojená sarísou

Sarísa (též sarissa, řecky: σάρισα) bylo obouruční kopí používané starověkými Makedonci a Řeky. Kopí bylo dlouhé 6 až 7 metrů, přičemž 4 metry vyčnívaly před falangisty. Tato délka umožňovala, aby se do boje zapojilo prvních pět řad seřazené makedonské falangy, což těmto typům falangy dávalo výhodu proti klasickým falangám hoplítů. Sarísu začali ve větším měřítku využívat Makedonci za vlády Filipa II.  a v armádách helénistických států zůstala, dokud koncepci falangy nepřekonala taktika římských legionářů.
Neví se zcela jistě, kdo sarísu vynalezl. S největší pravděpodobností to byl Filip II. Makedonský, ale některé historické prameny uvádí Ifikrata z Athén nebo Epameinonda z Théb. Je však jisté, že až Filip začal sarísu používat ve velkém měřítku.
Důvodů k tomu měl hned několik. Chtěl dosáhnout toho, aby jeho falangisté mohli nepřátele zasáhnout, aniž by se sami vystavovali nebezpečí. Pokud makedonská falanga zaútočila, měl každý muž v první řadě před sebou pět hrotů kopí. I když byla sarísa velice dlouhá, muži, kteří stáli dále než v páté řadě, nemohli spolubojovníky podporovat. Proto kopí drželi ne vodorovně, ale vzhůru, aby falangu chránili před střelami shora.
Účinnost sarísy v boji se ihned projevila. Makedonským falangám se podařilo porazit řecké rivaly a po tomto vítězství Filip plánoval invazi do Persie, kterou uskutečnil až jeho syn Alexandr Veliký. Na drtivé porážce perských vojsk měla zásluhu i sarísa. Taktiku makedonské falangy a s ní i použití sarísy převzaly po Alexandrově smrti armády nástupnických helénistických států (například ptolemaiovský Egypt a seleukovská říše) a začaly ji používat i další středomořské mocnosti, jako bylo Kartágo.
Tyto falangy se v boji spoléhaly výhradně na sarísu a jejich záložní zbraní byl meč (falangisté ho však neměli příliš v oblibě). Bitvy, kde bojovala jedna falanga proti druhé, se staly dlouhou a často krvavou záležitostí. Sváděly se na stejných místech (hlavně na rovinách) a boj probíhal v neustálém stereotypu. S vojenskou inovací přišel až Řím. Jeho vojska od konce čtvrtého století př. n. l. používala tzv. manipuly, na které nebyla vojska falangistů připravena. Nakonec Řím tyto mocnosti porazil a římské vojenství, v němž byl hlavní zbraní meč (gladius), se ukázalo silnější než tradiční vojska falangistů (zářný příklad představuje bitva u Pydny).